# 桃園市立楊梅國民中學
桃園市立楊梅國民中學（英文：Yang Mei Junior High School），簡稱楊梅國中、梅中，位於臺灣桃園市楊梅區。

## 歷史沿革
- 1948年：桃園縣立楊梅初級中學成立。
- 1951年：增設高中部，奉准更名桃園縣立楊梅中學。
- 1968年：實施九年國民義務教育，初中部與高中部分別獨立。初中部改制為桃園縣立楊梅國民中學，高中部改制為台灣省立楊梅高級中學。
- 1985年：附設補習學校成立。
- 1999年：秀才分校成立。
- 2014年：12月25日，因應桃園縣升格改制為直轄市，更名為桃園市立楊梅國民中學。

## 學區
- 楊梅區：紅梅里、大平里、東流里、永寧里、楊江里、秀才里、梅新里、中山里（第1-3鄰）、中山里（第5-10鄰）【為楊明國中、楊梅國中自由學區】、水美里（第1-7、16-20、31鄰）、三湖里（第1-6、11-15鄰）、三湖里（第7-10鄰）【為富岡國中、楊梅國中自由學區】、頭湖里（第1-13鄰）、上湖里（第1-4、22鄰）、上湖里（第9-11、17-18鄰）【為富岡國中、楊梅國中自由學區】、楊梅里（第2-21、23-26、29鄰）、楊梅里（第1、30-32鄰）【為楊明國中、楊梅國中自由學區】[1]。
- 龍潭區：三水里（第5－7鄰）【為楊梅國中、凌雲國中共同學區】

## 歷任校長
| 任期 | 姓名       | 任職日期   | 離職日期   | 備註                                                           |
| ---- | ---------- | ---------- | ---------- | -------------------------------------------------------------- |
| 1    | 張芳杰先生   | 1948年8月  | 1968年7月  | 原桃園縣立中壢國民小學校長轉任，任滿退休。                     |
| 2    | 葉國光先生 | 1968年8月  | 1973年2月  | 原桃園縣立新坡國民中學校長轉任，1973年升任臺灣省議會議員。     |
| 3    | 黃坤瀛先生 | 1973年3月  | 1986年7月  | 原桃園縣立新坡國民中學校長轉任，任滿退休。                     |
| 4    | 鄭石銹先生 | 1986年8月  | 1992年7月  | 原桃園縣立中壢國民中學校長轉任，任滿退休。                     |
| 5    | 余惠生先生 | 1992年8月  | 1996年7月  | 原桃園縣立大園國民中學校長轉任，任滿退休。                     |
| 6    | 張永鄰先生 | 1996年8月  | 2001年10月 | 原桃園縣立永安國民中學校長轉任，調任桃園縣立平鎮高級中學。     |
| 7    | 羅新炎先生 | 2001年10月 | 2005年7月  | 原桃園縣立草漯國民中學校長轉任，調任桃園縣立仁和國民中學。     |
| 8    | 莊祿崇先生 | 2005年8月  | 2012年7月  | 原桃園縣立楊明國民中學教務主任升任，調任桃園縣立大溪高級中學。 |
| 9    | 江樹嶸先生 | 2012年8月  | 2020年7月  | 原桃園縣立草漯國民中學校長轉任，調任桃園市立中壢國民中學。     |
| 10   | 賴正宗先生 | 2020年8月  | 2023年2月  | 原桃園市立楊光國民中小學校長轉任，屆齡退休。                   |
| 代理 | 李汝怡女士 | 2023年2月  | 2023年7月  | 秀才分校主任代理，2023年8月調升桃園市立石門國民中學。          |
| 11   | 蘇美珍女士 | 2023年8月  | 現任       | 原桃園市立瑞坪國民中學校長轉任。                               |

## 國軍駐紮
1949年（民國三十八年），國府因於國共內戰中失利而遷臺。
1950年（民國三十九年），52軍由舟山群島撤退來臺（軍長劉玉章將軍，軍部位於楊梅中學）。
1953年（民國四十二年）11月，進入台灣楊梅，基地訓練。
自國府轉守台灣起，便有大量部隊開始駐紮於楊梅中學後山一帶（主要為今貴山公園與楊梅國小上方，而中學校內亦有部隊駐紮）。41年52軍於楊梅整訓，將第2師改番號為33師，師長為侯城達將軍。第25師番號撤銷，與第40師之ㄧ部整編為第34師。民國43年5月，52軍奉調戍守金門，7月1日國軍統一變更番號，52軍改番號為第8軍。
當地長者敘述，至民國60年時仍有部隊駐紮（民國70年代時已撤走），民國40~60年代更有中高級將、官到此視察、開會。由於國軍駐紮，使得周圍至今都還存有一些如防空洞、廢棄軍營和眷村等軍事設施。

## 外部連結
- 桃園市立楊梅國民中學 （页面存档备份，存于）